# Capi di Stato della Repubblica Democratica Tedesca
I Capi di Stato della Repubblica Democratica Tedesca dal 1949 al 1990 sono stati i seguenti.

## Lista

### Presidente della Repubblica
La prima Costituzione della RDT contemplava la carica di presidente dello Stato o presidente della Repubblica (in tedesco: Staatspräsident oppure Präsident der DDR), eletto dal Parlamento in seduta comune. La carica era ampiamente cerimoniale, confacente al regime di una repubblica parlamentare. A supplire provvisoriamente ad eventuali impedimenti del Presidente della Repubblica era il presidente del Parlamento. L'unico a ricoprire la carica fu Wilhelm Pieck, eletto dal Parlamento provvisorio nel 1949 e rieletto nel 1950, nel 1954 e nel 1958.
| Presidente | Presidente | Presidente                                  | Partito                                  | Mandato          | Mandato           |
| Presidente | Presidente | Presidente                                  | Partito                                  | Inizio           | Fine              |
| ---------- | ---------- | ------------------------------------------- | ---------------------------------------- | ---------------- | ----------------- |
|            |            | Wilhelm Pieck (1876–1960)                   | Partito Socialista Unificato di Germania | 11 ottobre 1949  | 7 settembre 1960  |
|            |            | Johannes Dieckmann (ad interim) (1893–1969) | Partito Liberal-Democratico di Germania  | 7 settembre 1960 | 12 settembre 1960 |

### Presidente del Consiglio di Stato
La SED l'abolì alla morte di Pieck e dal 1960 la carica suprema dello Stato tedesco-orientale divenne collegiale ed affidata ad un "Consiglio di Stato". Il presidente del Consiglio di Stato (in tedesco: Vorsitzender des Staatsrats der DDR) non aveva alcun potere personale: ogni decisione era approvata da un voto assembleare.
| Presidente | Presidente | Presidente                               | Partito                                  | Mandato           | Mandato         |
| Presidente | Presidente | Presidente                               | Partito                                  | Inizio            | Fine            |
| ---------- | ---------- | ---------------------------------------- | ---------------------------------------- | ----------------- | --------------- |
|            |            | Walter Ulbricht (1893–1973)              | Partito Socialista Unificato di Germania | 12 settembre 1960 | 1º agosto 1973  |
|            |            | Friedrich Ebert (ad interim) (1894–1979) | Partito Socialista Unificato di Germania | 1º agosto 1973    | 3 ottobre 1973  |
|            |            | Willi Stoph (1914–1999)                  | Partito Socialista Unificato di Germania | 3 ottobre 1973    | 29 ottobre 1976 |
|            |            | Erich Honecker (1912–1994)               | Partito Socialista Unificato di Germania | 29 ottobre 1976   | 24 ottobre 1989 |
|            |            | Egon Krenz (1937–)                       | Partito Socialista Unificato di Germania | 24 ottobre 1989   | 6 dicembre 1989 |
|            |            | Manfred Gerlach (1928–2011)              | Partito Liberal-Democratico di Germania  | 6 dicembre 1989   | 5 aprile 1990   |

### Capo di Stato della Repubblica Democratica Tedesca
Nel 1990 la Volkskammer approvò una modifica costituzionale che abolì il Consiglio di Stato. In vista dell'imminente riunificazione con la Germania Occidentale, si decise di attribuire nella fase transitoria le funzioni del Consiglio di Stato e del suo presidente al Präsidium della Volkskammer e al suo presidente Sabine Bergmann-Pohl.
| Presidente | Presidente | Presidente                                | Partito                                  | Mandato       | Mandato        |
| Presidente | Presidente | Presidente                                | Partito                                  | Inizio        | Fine           |
| ---------- | ---------- | ----------------------------------------- | ---------------------------------------- | ------------- | -------------- |
|            |            | Sabine Bergmann-Pohl (ad interim) (1946–) | Unione Cristiano-Democratica di Germania | 5 aprile 1990 | 2 ottobre 1990 |